# Koska (Palau)
Koska ist eine Siedlung im administrativen Staat Peleliu auf der gleichnamigen Insel in Palau.

## Geographie
Der Ort liegt am Südrand von Kloulklubed an der Westküste von Peleliu.

## Klima
Das Klima ist tropisch heiß, wird jedoch von ständig wehenden Winden gemäßigt. Ebenso wie die anderen Orte von Palau wird Koska gelegentlich von Zyklonen heimgesucht.